# 테이킹 챈스
《테이킹 챈스》(Taking Chances)는 미국에서 제작된 탤마지 쿨리 감독의 2009년 코미디 영화이다. 저스틴 롱 등이 주연으로 출연하였고 마이클 아귈러 등이 제작에 참여하였다.

## 출연

### 주연
- 저스틴 롱
- 엠마누엘 크리퀴

### 조연
- 랍 코드리
- 키어 오도넬
- 미시 파일
- 데이비드 젠슨
- 지미 심슨
- 닉 오퍼맨
- 브라이언 호우
- 필 리브스
- 로버트 벌트런
- 킴벌리 구에레로
- 코린 비아조
- 켄드릭 크로스
- 브렛 겐틸
- 브리짓 게딘스
- 린우드 거리
- 마이클 하딩
- 타미 홉킨스
- 브라이언 허스키
- 앤드류 제임스
- 짐 케이슬러
- 빌 래드
- 다니엘 랑글로스
- 타일러 롱
- 로빈 멀린스
- 브랜던 오크스
- 미셸 세이드맨
- 매튜 스탠턴
- 제시카 세인트 클레어
- 조 스틸웰
- 프랭크 호이트 테일러
- 팻 이어리
- 데이빗 로우
- 마크 엘턴 로즈

## 기타
- Line PD: 마이크 크로포드
- 공동제작: 크리스찬 스웨걸
- 미술: 셰인 발렌티노
- 세트: 미시 버렌트 리커
- 의상: 크리스티 위텐본
- 포스트프로덕션수퍼바이저: 앨런 파오
- 배역: 리사 매 핀캐논
- 배역: 제니퍼 L. 스미스

## 제작
2008년 이 영화의 제목은 원래 언론에서 Patriotville라는 이름으로 불렸다. 제작자는 이 제목을 현재 제목인 Taking Chances로 변경하였다.
사우스캐롤라이나에서 촬영되었다.
2012년, 공동 시나리오 작가 앤 노첸티는 블로그에 "난 이 영화가 싫다. 나는 스타인 계집애와 함께 범죄 강도로 이 영화의 시나리오를 썼으며 완성했을 당시 낭만적이었고 그녀는 처녀였다."라고 썼다.